# Bicorp
Bicorp es un municipio español de la Comunidad Valenciana, perteneciente a la provincia de Valencia, ubicado en la comarca del Canal de Navarrés. Cuenta con 529 habitantes (INE 2020).

## Geografía
Se encuentra situado entre el río Escalona y el Macizo de Caroche. Emplazado sobre una pequeña colina, se encuentra rodeado casi en su totalidad por un meandro que forma el Barranco Moreno.
El clima es mediterráneo aunque presenta algún rasgo del clima continental, consecuencia de la ubicación alejada del litoral; los vientos dominantes son sudeste y nordeste, este último provoca lluvias, generalmente de noviembre a mayo.
El patrimonio natural de Bicorp es abundante, presenta un gran macizo montañoso donde destacan las grandes masas forestales de pino carrasco y rodeno. Zonas de carrascas, fresno, con sotobosque muy denso, predominando la coscoja, aliaga, romero, estepa, lentisco, palmito, esparto, enebro entre otros.
Hacia el norte del término municipal se encuentra la Reserva nacional de Caza, que aprovechando la gran masa forestal, se creó para la pervivencia de animales como la cabra montés o el muflón. Otra fauna característica son los jabalíes, conejos, zorras, jinetas, gato montés, comadrejas, liebres, perdices, paloma torcaz, águila real, azor, halcón peregrino, ratonero común, águila culebrera, búho real, serpiente bastarda, serpiente escalera, víbora entre otras.
Transcurren por el término municipal los ríos Fraile, Ludey, Cazuma y el barranco Moreno.
Las alturas más significativas son: Toro (893 m), Santís (949 m), Hongares (842 m), La Cazmilla (986 m.), Muela de Bicorp (904 m).
Se accede a este pueblo, desde Valencia, a través de la A-7 tomando luego la CV-580.

### Localidades limítrofes
El término municipal de Bicorp limita con las localidades de Ayora, Cortes de Pallás, Millares, Quesa, y Teresa de Cofrentes, todas ellas de la provincia de Valencia.

## Historia
Bicorp y sus alrededores han estado habitados desde la prehistoria por diversos pobladores. Buena muestra de ello es la existencia de la Cuevas de la Araña con la escena, única en el mundo y nombrada patrimonio de la humanidad, de la recolección de la miel y de las Cuevas del barranco Moreno, pertenecientes al denominado arte levantino (entre el 9000 y el 4000 a. C.).
Los árabes fueron los fundadores del pueblo y la llamaron Buquerben, que significa «Hijo de Al-Ben-Bucar».
Antiguamente fue una alquería musulmana, dividida en dos baronías: Bicorp y Benedriz (esta última desaparecida, y que proviene del nombre árabe Benidrix, «hijo del profeta Idris»), que Jaime I donó a Sancho Martínez de Oblites en 1259, luego del linaje Orís hasta Martí Sanxis d'Orís (1392). Después de la conquista cristiana los moriscos permanecieron en estas tierras cuatro siglos más. Fueron expulsados en el año 1609.
Todavía puede verse en la fachada del castillo, el escudo de armas de Luís de Castellar Olim de Vilanova quién fue nombrado I barón de Bicorp y I barón de Benedrís en 1392 por el rey Juan I de Aragón.
A mediados del siglo XX la población experimenta una acusada emigración hacia otras zonas del país, principalmente por la carencia de industrias y escasos rendimientos agrícolas.

## Demografía
Bicorp cuenta con una población de 560 habitantes (INE 2024).
| Gráfica de evolución demográfica de Bicorp entre 1842 y 2021                                                        |
| |
| Población de derecho según los censos de población del INE Población de hecho según los censos de población del INE |

## Economía
La agricultura y la ganadería son importantes fuentes de su economía.
En la agricultura se cosecha principalmente olivos, almendros y en menor medida vid y algarrobos. Además también se cultivan hortalizas y árboles frutales como son los naranjos, perales, manzanos y cerezos entre otros.
En cuanto a la ganadería decir que ha prosperado mucho, habiendo granjas de cerdos, de pollos y de conejos.
Además existen otras fuentes de ingresos como una fábrica de hilados, un taller de confección, varias empresas de construcción y albañilería.

## Administración y política
| Periodo   | Nombre                                   | Partido                                         |
| --------- | ---------------------------------------- | ----------------------------------------------- |
| 1979-1983 | Francisco Canto García                   | Partit Socialista del País Valencià (PSPV-PSOE) |
| 1983-1987 | Severino Mercé Doménech                  | Partit Socialista del País Valencià (PSPV-PSOE) |
| 1987-1991 | Vicente Martínez Tortosa                 | Partit Socialista del País Valencià (PSPV-PSOE) |
| 1991-1995 | Vicente Martínez Tortosa                 | Partit Socialista del País Valencià (PSPV-PSOE) |
| 1995-1999 | Vicente Martínez Tortosa                 | Partit Socialista del País Valencià (PSPV-PSOE) |
| 1999-2003 | Pascual Gandía Sotos                     | Partido Popular (PP)                            |
| 2003-2007 | Pascual Gandía Sotos                     | Partido Popular (PP)                            |
| 2007-2011 | Pascual Gandía Sotos                     | Agrupación Independiente de Bicorp (AIB)        |
| 2011-2015 | Fernando Ruano Mayans                    | Partido Popular (PP)                            |
| 2015-2019 | Fina García Pérez                        | Partit Socialista del País Valencià (PSPV-PSOE) |
| 2019-2023 | Fina García Pérez/Nuria Mengual Aparicio | Partit Socialista del País Valencià (PSPV-PSOE) |

## Monumentos y lugares de interés
- Nombres registrados en Bicorp en la declaración 874 de la UNESCO:
  - Abrigo de la Balsa Calicanto
  - Abrigo de la Era del Bolo
  - Abrigo de las Sabinas
  - Abrigo de los Gineses
  - Abrigo de Lucio o Gavidia
  - Abrigo de Tollos I o de la fuente Seca
  - Abrigo de Tollos II o de Cambriquia
  - Abrigo del Barranco Garrofero
  - Abrigo del Charco de la madera
  - Abrigo del Zuro
  - Cueva de la Araña- Abrigo I
  - Cueva de la Araña- Abrigo II
  - Cueva de la Araña- Abrigo III
- El Fuerte de Las Pedrizas se encuentra en las proximidades de la población de Bicorp, fuera de su núcleo urbano, en la ladera de una montaña en el paraje conocido como Las Pedrizas. Se trata de una fortificación construida a comienzos del siglo XVII. Bajo la protección de la Declaración genérica del Decreto de 22 de abril de 1949, y la Ley 16/1985 sobre el Patrimonio Histórico Español. Tiene por Código de Bien de Relevancia Local: 46.22.071-003.

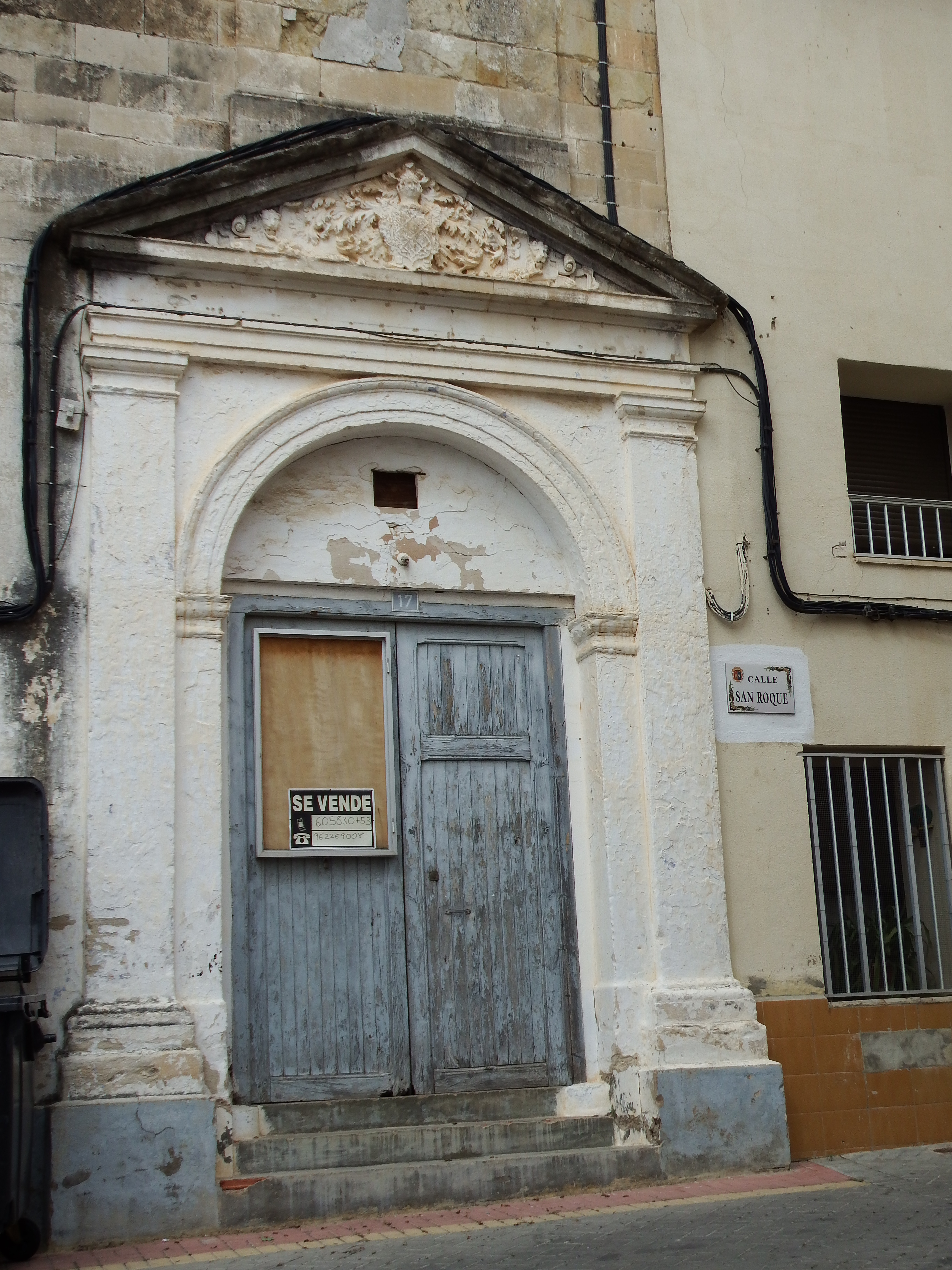
Palacio-Castillo del señor de Bicorp

- Del castillo quedan restos. Construido en el año 1604 por D. Luis de Castellar y Vilanova, barón de Bicorp. Es de estilo renacentista, conservándose aún en su fachada el escudo de armas del barón dividido en seis cuarteles con los emblemas del linaje de los Castellá y Vilanova. En la parte posterior se conservan lienzos de muralla con sus aspilleras, algunos capiteles de columnas en su interior y las puertas talladas a mano, contienen unas cabezas de león.
- Iglesia parroquial, fue construida en el año 1734 y está dedicada a San Juan Evangelista. Fue reconstruida entre 1960 y 1961, su arquitectura pertenece al orden Toscano.
- Restos arqueológicos. En el término municipal han sido encontrados indicios de la Edad de Bronce, en los poblados del Calderón, la Rotura y los Morcones.
- Cueva de la Araña (entre el 9000 y el 1400 a. C.), perteneciente al Arte Rupestre Levantino fue declarado por la Unesco en 1998 Patrimonio de la Humanidad. Contiene una de las representaciones más famosas en todo el mundo, la recolección de la miel.

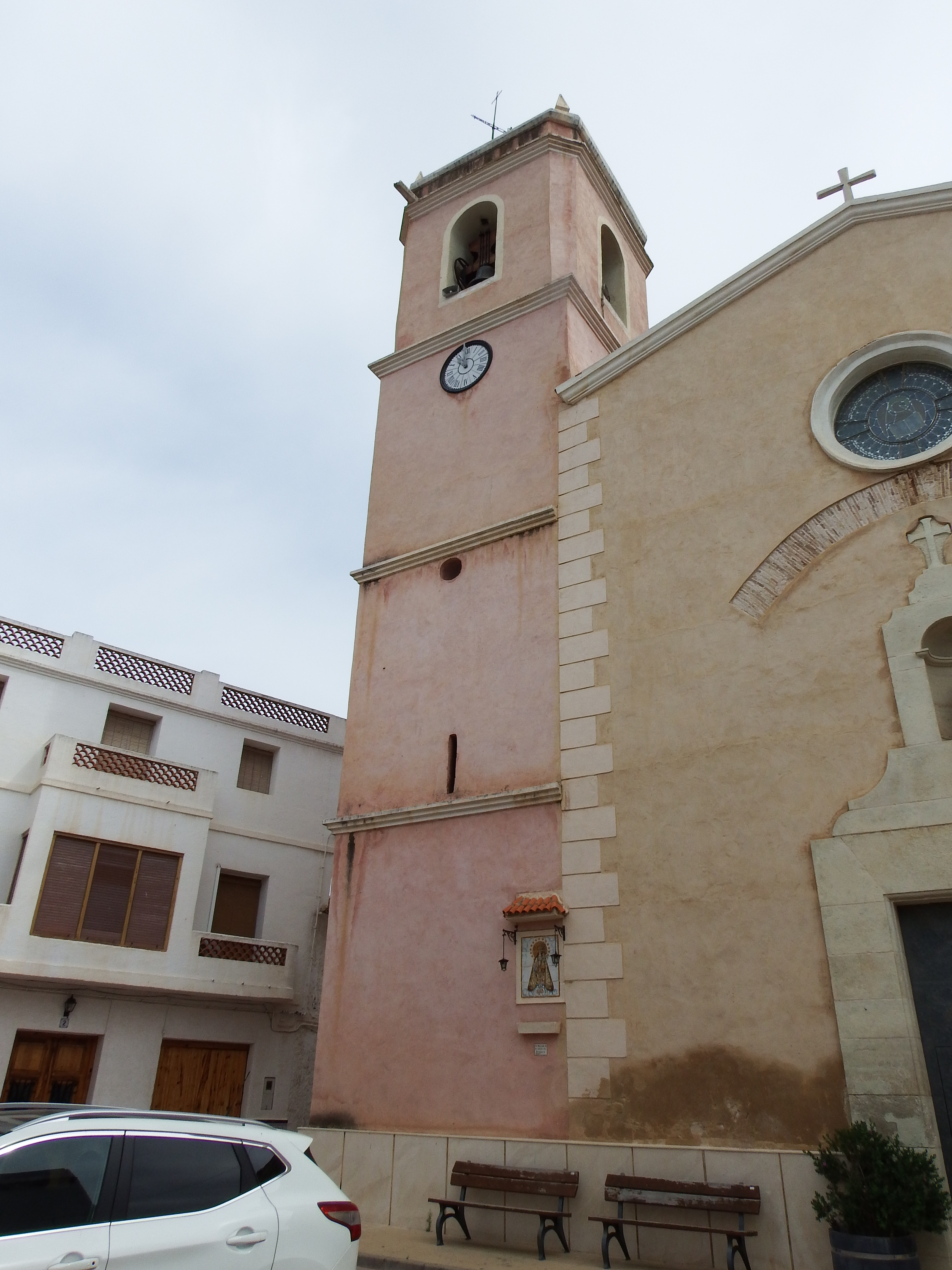
Iglesia parroquial

También entran dentro de este Arte Rupestre Levantino las cuevas del barranco Moreno, denominadas de Calicanto.
Yacimiento Icnológico Barranco del Randero, Edad del Yacimiento: Cretácico Superior (Santoniense-campaniense), las huellas por su tamaño y morfología pueden ser atribuidas a dinosaurios terópodos de talla media a gran talla.
- Ecomuseo de Bicorp: Centro de Interpretación del Patrimonio, con cita previa se puede visitar el museo y después visita a las Cuevas de la Araña o Barranco Moreno, con guía, precio 2 euros por persona visita al centro y 5 eros visita guiada al centro y a los abrigos.

## Cultura

### Gastronomía
De la cocina típica de la localidad destacan el arroz al horno, el arroz con hierbas, el arroz con bacalao, la gacha miga, las gachas, el gazpacho, los griñones, el mojete y las patatas en caldo. De la repostería sobresalen los rollitos de anís, el turrón de rosas, los minchos y la coca de llanda.

### Fiestas
Fiestas patronales
En honor a la Santa Cruz y a San Juan Evangelista, patronos de la población. Se realizan del 3 al 5 de mayo (actualmente han pasado al primer fin de semana de mayo). Es típico el reparto de rollos bendecidos en la puerta de la iglesia.
Fiestas de Agosto
Tienen lugar del 13 al 20 de agosto, dedicadas a Nuestra Señora de la Asunción, San Roque y Santa Cecilia, en las cuales se hacen pasacalles, procesiones y verbenas. El 18 de agosto se realiza un desfile de moros y cristianos.